# Cyanidin-3-O-glucosid
Cyanidin-3-O-glucosid ist ein Pflanzenfarbstoff, der in zahlreichen Blütenblättern und Früchten vorkommt. Der Naturstoff gehört zur Gruppe der Anthocyane und besteht aus der farbgebenden Komponente Cyanidin sowie Glucose, die durch eine glykosidische Bindung verknüpft sind. Cyanidin-3-O-glucosid ist ein Kation (Flavyliumkation). Es ist nicht genau bekannt, welche die Gegenionen kationischer Anthocyanine in Pflanzen sind (vermutlich handelt es sich um organische Anionen), isoliert werden sie aber meist als Chloride. Daher sind in der nebenstehenden Infobox Daten zu Cyanidin-3-O-glucosidchlorid angegeben.

## Geschichte
Das Glucosid wurde von Richard Willstätter und E. K. Bolton in den Blütenblättern der Winteraster (Chrysanthemum indicum L.) nachgewiesen und als Chlorid isoliert. Die Autoren nannten es daher Chrysanthemin. Es erwies sich als identisch mit dem Anthocyan Asterin.

## Vorkommen
Abgesehen von den oben erwähnten Blüten, kommt Cyanidin-3-O-glucosid in vielen Früchten und Beeren vor, besonders konzentriert in Schwarzen Apfelbeeren und Blauen Heckenkirschen (Lonicera caerulea L.), aber auch in wilden Erdbeeren (Fragaria vesca L.), Süßkirschen (Prunus avium L.) sowie Sauerkirschen. Weintrauben enthalten das Glucosid neben weiteren Anthocyanen. So gelangt es auch in Traubensäfte und Rotweine.

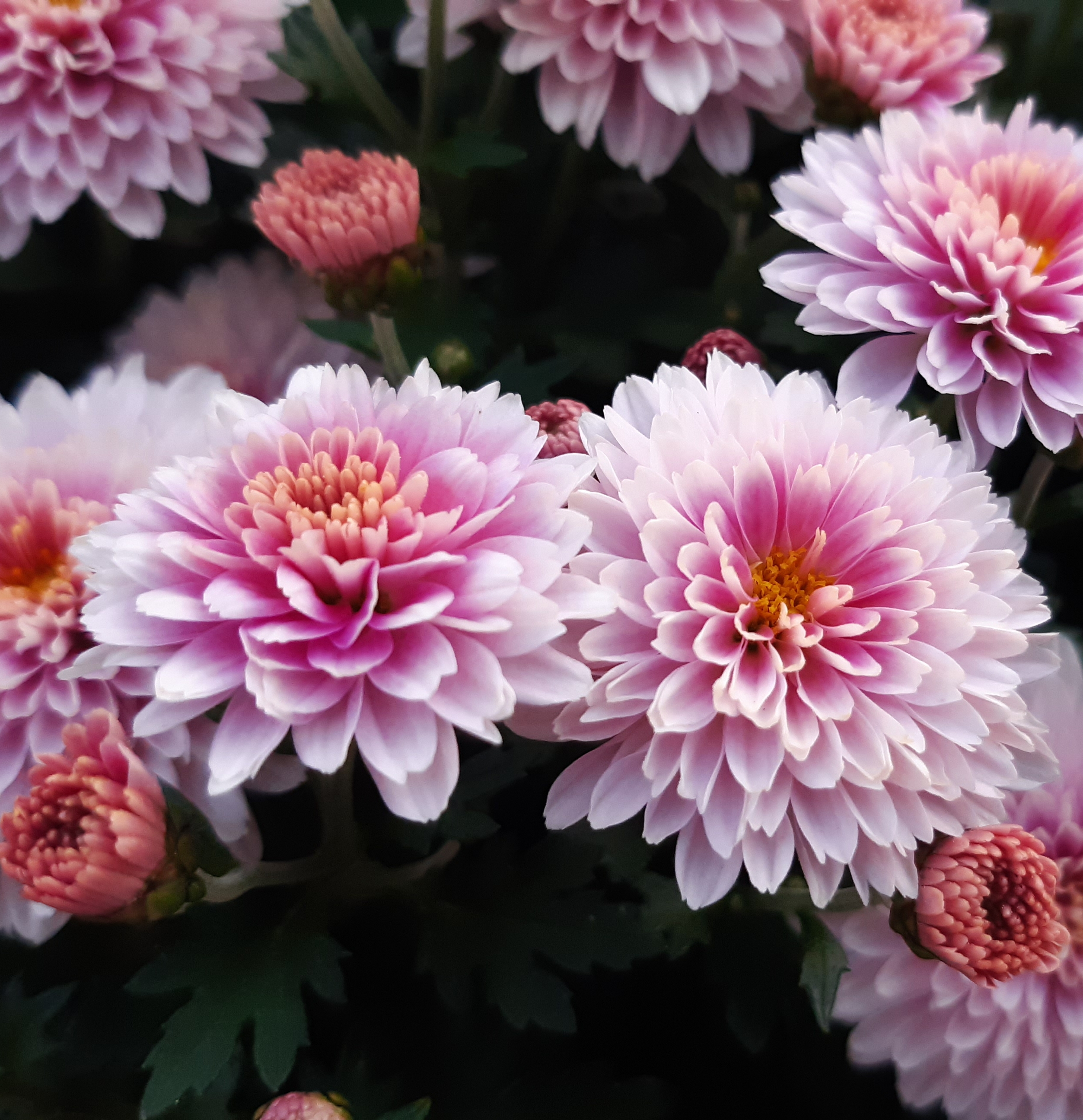
Aus Chrysanthemum indicum wurde das Glucosid erstmals isoliert
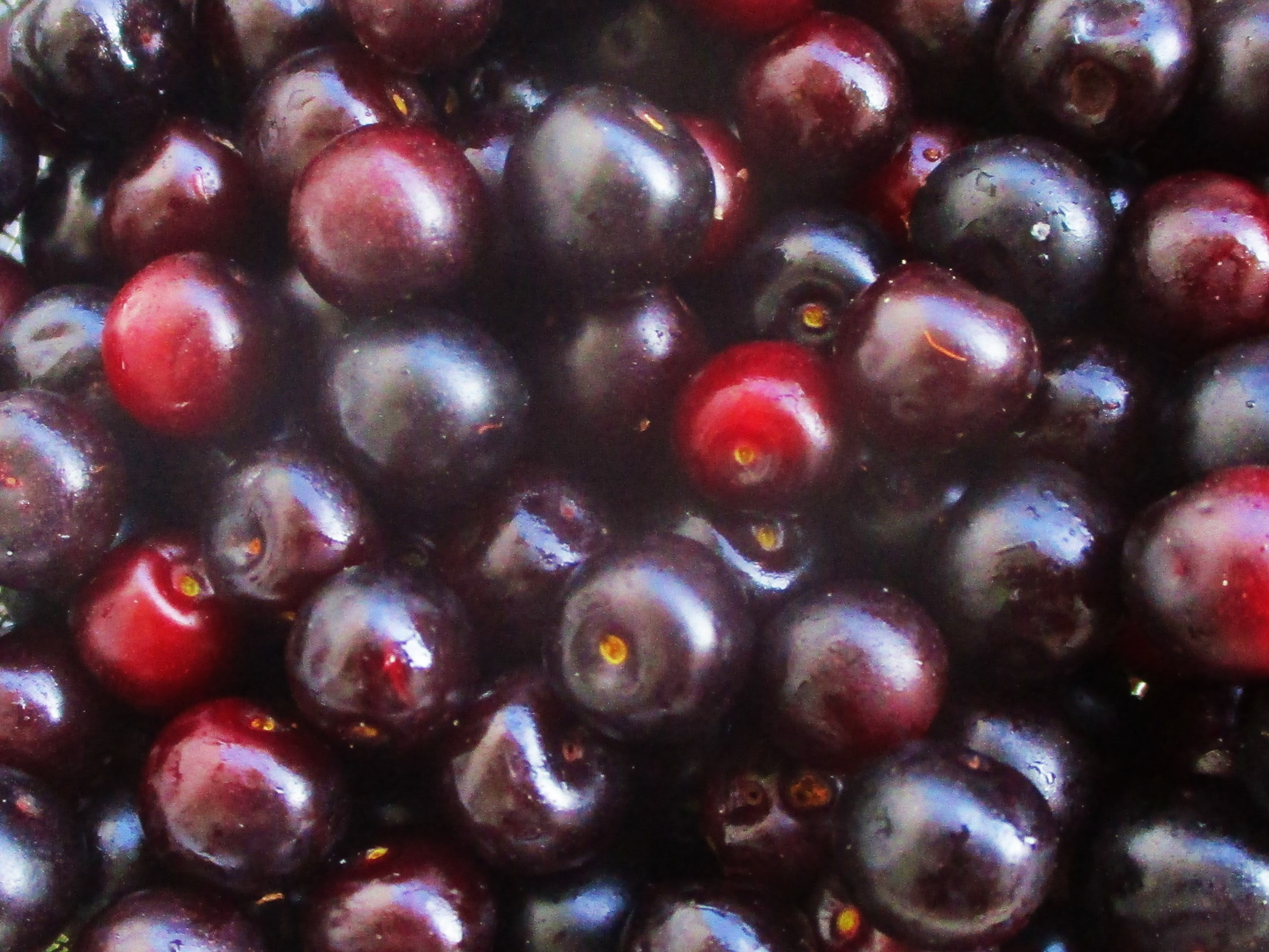
Cyanidin-3-O-glucosid  ist an der dunklen Färbung der Süßkirsche beteiligt

## Gewinnung und Darstellung
Die erste Synthese von Cyanidin-3-O-glucosid (als Chlorid) wurde von Shinzo Murakami, Alexander Robertson und Robert Robinson im Jahr 1931 mitgeteilt.
Diese Synthese beruht auf dem für die Aglykone Pelargonidin und Cyanidin beschriebenen Prinzip durch Kondensation zweier molekularer Bausteine, die zum Teil geschützte OH-Gruppen enthalten (Allan-Robinson-Kondensation). Für die Synthese des Glucosids wird die OH-Gruppe des zweiten Bausteins durch einen Glucosylrest ersetzt. Nach der Kondensation zum Flavyliumsalz wird die Acyl-Schutzgruppen durch Behandeln mit Natronlauge entfernt. Bei der Neutralisation mit Salzsäure entsteht das Cyanidin-3-O-glucosidchlorid.
Eine neuere Synthese geht vom (+)-Catechin aus.

## Biologische Bedeutung
Cyanidin-3-O-glucosid kann als Antioxidans gegen „Oxidativen Stress“ wirken. Es fängt freie Radikale ab, hemmt Entzündungen und soll gegen Herzkrankheiten und sogar Krebs vorbeugen. Aus diesem Grund werden Lebensmittel mit hohem Gehalt an Cyanidinglucosid und anderen Anthocyanidinen empfohlen. Nach den Autoren soll die Einnahme der Beeren bzw. des Glucosids einen lang anhaltenden Schutz des Herzens bewirken. Dies wird auf eine Veränderung des Mikrobioms zurückgeführt.
Cyanidin-3-O-glucosid ist außerdem ein Hauptbestandteil der Anthocyanine in den Schalen schwarzer Sojabohnen. Der Extrakt daraus wird unter dem Namen Kuromanin (registriertes Warenzeichen) als die Sehfunktion verbesserndes Mittel (Visual Function Improving Agent) gehandelt. Für diese Verwendung wurde das Präparat patentiert.

## Nachweis
Extrakte pflanzlichen Materials wurden und werden durch chromatographische Methoden analysiert. Zur Identifizierung dienen die üblichen Methoden der instrumentellen Analytik, wie Massenspektrometrie, NMR-Spektroskopie. Früher wurden chemische Farbreaktionen zum Nachweis herangezogen, z. B. mit Eisen(III)-chlorid. Diese sind jedoch weniger spezifisch. Beispielsweise entsteht eine blaue Farbe, wenn Cyanidinglucosid mit einer wässrigen Lösung von Natriumcarbonat behandelt wird.